# 더우장
더우장(중국어 간체자: 豆浆, 정체자: 豆漿, 병음: dòujiāng, 한자음: 두장)은 콩국이나 두유와 비슷한 중국의 콩 국물이다. 보통 따뜻하게 내며, 흔히 유탸오와 함께 아침으로 먹는다.

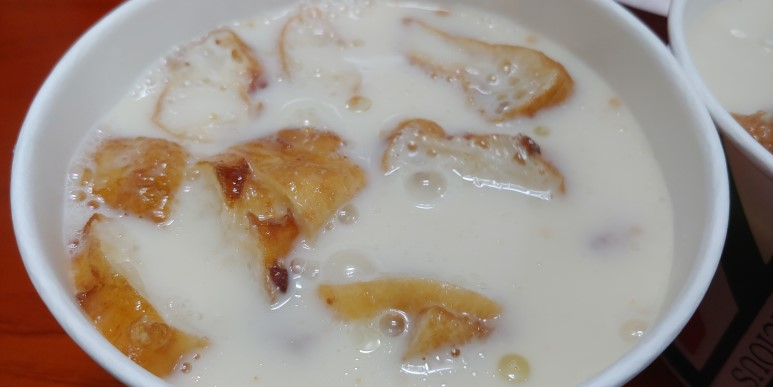
대구콩국.

대한민국의 영남지역에서는 화교를 통해 현지화된 더우장이 향토음식으로서 존재한다. 찹쌀도넛을 넣어 뜨겁게 먹는다는 점에서 우무묵을 넣어 차갑게 먹는 한국식 콩국과 구분된다.

## 만들기
콩을 삶은 다음 갈아 만드는 한국식 콩국과는 만드는 방식이 조금 다르다. 물에 불린 콩을 갈아서 저으며 끓인 다음, 거품을 걷고 베보자기에 걸러 낸다. 설탕을 타서 먹기도 한다.

## 같이 보기
- 두유
- 더우즈
- 콩국